# U2 (EP)
U2 é o primeiro EP do grupo de música experimental norte-americano Negativland, lançado em 1991. O EP e o grupo ganharam notoriedade quando os advogados que representam a gravadora Island Records, a gravadora da banda de rock irlandesa U2, os processaram por arte enganosa e o uso não-autorizado de amostragem.

## História
Depois de seu álbum de estúdio Helter Stupid (1989), o próximo projeto de Negativland foi o EP U2, com outtakes do anfitrião da American Top 40, Casey Kasem. Em 1991, o Negativland lançou neste EP o título de "U2" exibida na capa frontal da embalagem, e "Negativland" em uma pequena fonte abaixo. Uma imagem do avião-espião Lockheed U-2, também estava na capa.
As músicas incluídas eram paródias da canção de sucesso de 1987 do U2, "I Still Haven't Found What I'm Looking For", incluindo kazoos e uma ampla amostragem da canção original. A música "I Still Haven't Found What I'm Looking For (Special Edit Radio Mix)" apresenta um suporte musical a um discurso prolongado profano de Casey Kasem, saindo de seu tom mais refinado e profissional durante uma gravação frustrante, que foi capturado por vários engenheiros, que foi transmitido anos antes. Um dos comentários mais suaves de Kasem depois de ouvir a gravação, foi: "Esses caras são da Inglaterra e emitiram esta porcaria?".
A gravadora do U2, Island Records, rapidamente processaram o grupo Negativland, alegando que, colocando a palavra "U2" na capa, violava marcas de leis registradas, assim como a música em si. A gravadora também sustentou que o álbum foi uma tentativa de confundir deliberadamente os fãs do U2, enquanto aguardavam o lançamento do álbum Achtung Baby (1991), podendo fazer com que os fãs acreditassem que U2 seria o novo álbum a ser lançado.
Logo após, o EP U2 foi retirado e apagado, sendo substituído por outro EP, intitulado Guns (1992). O incidente seria narrado no lançamento da revista/CD A The Letter U and the Numeral 2 (1992), mais tarde relançado em forma expandida como Fair Use: The Story of the Letter U and the Numeral 2 (1995), enquanto o EP seriam legalmente lançado uma década mais tarde, com material bônus sob o nome de These Guys Are from England and Who Gives a Shit (2001), com o mesmo comentário de Kasem. Em agosto de 2007, Don Joyce da Negativland forneceu uma cópia de áudio cassete, da entrevista original da Mondo 2000, com o guitarrista do U2, The Edge, para o fã site U2Interview.com, sendo disponível gratuitamente a partir deste site.

## Lista de faixas
1. "I Still Haven't Found What I'm Looking For" (1991 A Capella Mix) – 7:15
2. "I Still Haven't Found What I'm Looking For" (Special Edit Radio Mix) – 5:46

## Pessoal
- Mark Hosler - tapes, eletrônica, rhythms, booper, clarinete, orgão, viola, loop, guitarra, etc.
- Richard Lyons - tapes, eletrônica, rhythms, booper, clarinete, orgão, viola, loop, guitarra, etc.
- David Wills - sintetizador, vocal, tape
- Peter Dayton - guitarra, viola
- W. M. Kennedy - guitarra
- U2 - amostras de som
- Casey Kasem - amostras de som